# Günther Grüning
Günther Grüning (* 26. November 1904 in Wiesbaden; † 9. Juni 1962 in Dresden) war ein deutscher Bauingenieur und Professor für Baustatik.

## Leben

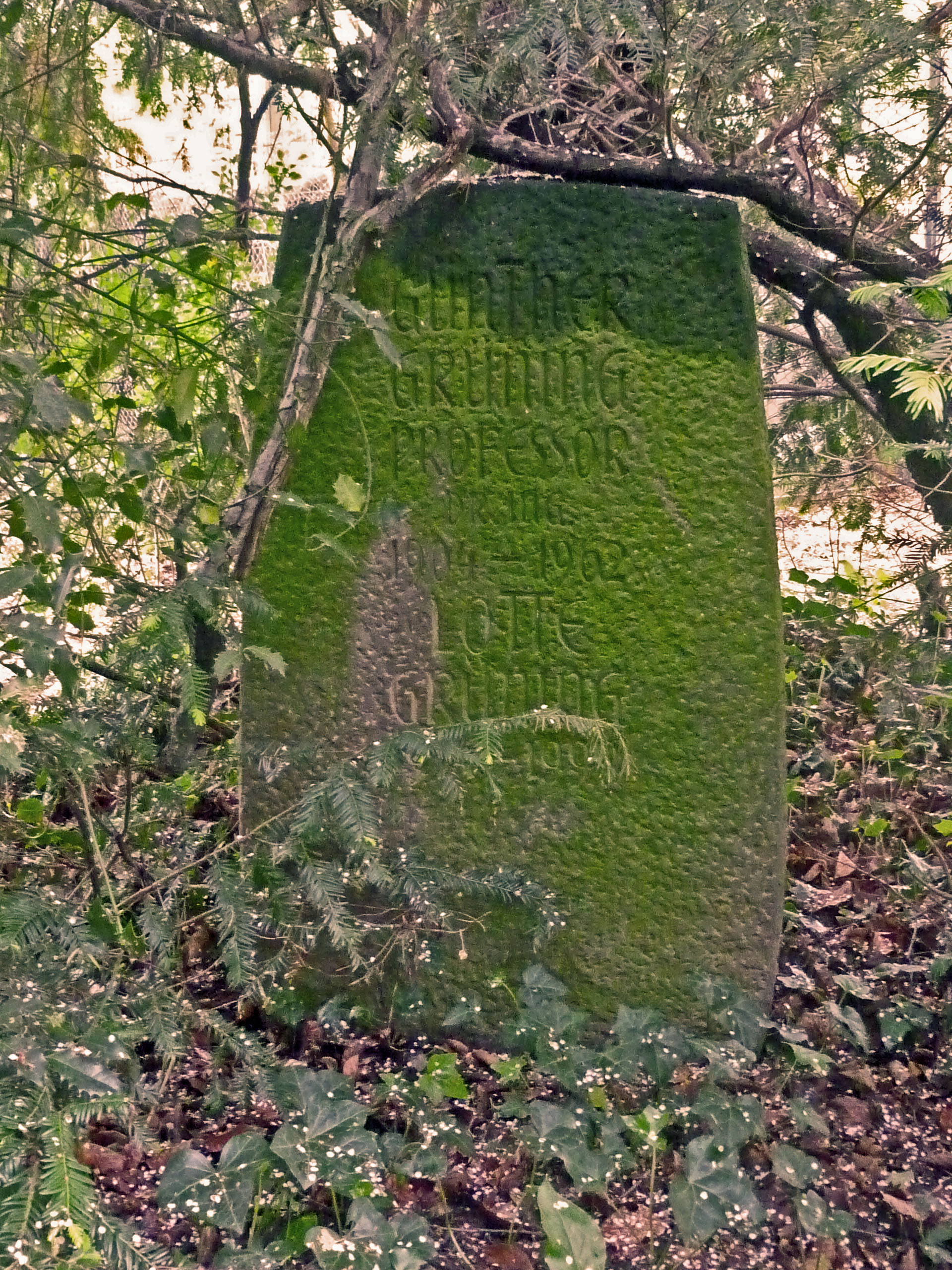
Grab von Günther Grüning auf dem Coschützer Friedhof in Dresden

Nach dem 1924 abgelegten Abitur in Hannover begann Grüning im gleichen Jahr ein Studium des Bauwesens an der dortigen Technischen Hochschule, das er 1928 mit dem Diplom abschloss. Anschließend war er als Statiker und Konstrukteur bis 1931 in Mannheim und Dortmund tätig. Januar bis Juni 1932 war er Mitglied der SA, zum 1. Februar 1932 trat er der NSDAP bei (Mitgliedsnummer 878.107). Er wurde 1932 an der Technischen Hochschule Darmstadt promoviert und begann seine wissenschaftliche Arbeit am Materialprüfungsamt in Berlin-Dahlem. Im Jahr 1935 habilitierte er an der TH Berlin und wurde 1941 Oberregierungsbaurat im Reichsluftfahrtministerium.
Nach dem Zweiten Weltkrieg begann er 1945 als Konstrukteur und Bauleiter beim VEB Stahl- und Walzwerk Riesa, wo er unter anderem für Brücken zuständig war. Nach weiteren Posten in Halle (Saale) und Leipzig wurde Grüning 1953 zum Professor für Technische Mechanik und Festigkeitslehre für Bauingenieure an die Technische Hochschule Dresden berufen. Dort war er bis zu seinem Tod im Juni 1962 tätig.
Günther Grüning war der jüngste Sohn des Professors für Statik Martin Grüning und Emilie von Schütz von Moßbach. Aus seiner Ehe mit Lotte Lommatzsch gingen drei Kinder hervor. Er ist auf dem Friedhof Dresden-Coschütz begraben.
An der Fakultät für Bauingenieurwesen wird seit 2000 jährlich der von der Landesvereinigung der Prüfingenieure für Bautechnik in Sachsen gestiftete „Günther-Grüning-Preis“ für hervorragende Projekt und Diplomarbeiten verliehen.

## Schriften
- Die Nebenspannungen der prismatischen Faltwerke. Springer, Berlin 1932.
- Ingenieurtaschenbuch Bauwesen. Band 1: Grundlagen des Ingenieurbaus. Teubner, Leipzig 1963.